# كلود نيكلسون
كلود نيكلسون (بالإنجليزية: Claude Nicholson)‏ هو لاعب دوري الرغبي أسترالي، ولد في 1892، وتوفي في 1951.